# رامون دلگادو
 رامون دلگادو (انگلیسی: Ramón Delgado؛ زاده ۱۴ نوامبر ۱۹۷۶) یک تنیس‌باز اهل پاراگوئه است.